# Hermann Schenk
Hermann Schenk (* 5. März 1653; † 17. Februar 1706) war von 1680 bis 1682/1683, von 1692 bis 1692 sowie von 1705 bis 1706 Bibliothekar des Klosters St. Gallen.

## Leben
Pater Hermann, mit bürgerlichem Namen Christoph Schenk, stammte aus Konstanz. 1668 ist er im Kloster St. Gallen bezeugt, wo er am 29. Juni 1671 die Profess ablegte. 1674 wurde er Subdiakon, 1676 Diakon. Die Priesterweihe empfing er am 12. Juni 1677, die Primiz folgte am 24. Juni des gleichen Jahres. Er war europaweit bekannt für seine Gelehrsamkeit.

## Wirken
Pater Hermann wirkte ab 1678 als Unterarchivar. Am 25. Oktober 1680 folgte die Ernennung zum Bibliothekar und Apostolischen Notar. Vom Oktober 1682 bis Juni 1683 hielt er sich zu Studienzwecken (Mathematik) in Mailand auf. Zurück in St. Gallen, amtete er wieder als Bibliothekar und empfing in dieser Funktion den bekannten Benediktinergelehrten Jean Mabillon, mit dem er in der Folgezeit einen regelmässigen Briefverkehr unterhielt. 1684 wurde er als Präfekt der St. Galler Klosterschule eingesetzt. 1687 amtete er als fürstäbtlicher Sekretär Coelestin Sfondratis und gleichzeitig als Unterstatthalter in St. Gallen. Noch am 3. November des gleichen Jahres wurde er nach Rorschach geschickt, um dort das Amt des Küchenmeisters zu übernehmen. 1692 war er für kurze Zeit wieder als Bibliothekar in St. Gallen tätig, nachdem er zuvor zum Aushilfsdienst ins Kloster Murbach geschickt worden war. Am 15. Juni 1693 erfolgte die Ernennung zum Küchenmeister sowie zum Lehrer für Griechisch, gefolgt von weiteren klösterlichen Amtstätigkeiten. 1696 begleitete er den soeben zum Kardinal gewählten Coelestin Sfondrati nach Rom. Zurück in St. Gallen, erfolgte am 7. März 1697 die Ernennung zum Statthalter in Ebringen. Ab 1705 ist er wieder als Stiftsbibliothekar in St. Gallen bezeugt. Im gleichen Jahr wurde er Pfalzrat und Lehenpropst.
Pater Hermann war für seine Gelehrsamkeit bekannt. Er beherrschte die lateinische, griechische, hebräische, italienische, französische und spanische Sprache und trat als Verfasser zahlreicher gedruckter wie ungedruckter Schriften in Erscheinung. Jean Mabillon stand in regem Austausch mit ihm. 1702 erhielt er einen Ruf nach Wien, um dort die Stelle eines kaiserlichen Bibliothekars anzutreten. Auf Geheiss des Abtes musste er aber auf dieses Amt verzichten.